# Kookaburra K
Pour les articles homonymes, voir Kookaburra.
Kookaburra K est une série de bande dessinée de style space opera créée par Crisse d'après l'univers de sa série Kookaburra. Kookaburra K est dessiné par Humberto Ramos, coécrit par Crisse et James Hicks (avec la participation du Nicolas Mitric sur le second volume) et mis en couleurs par Leonardo Olea. Ses trois volumes sont publiés entre 2006 et 2010 par Soleil.

## Synopsis
Une vague rouge engloutit l'univers : c'en est fini de Callistès, Dakoï, du système Ragnarok et même de la Terre.

Un équipage varié : un chevalier sorcier, un fantôme de cyborg des adultes et sept enfants voyagent à bord du vaisseau marqué de la lettre “K”.

Les derniers vaisseaux de la flotte terrestre mettent tous les moyens en œuvre, y compris leur propre sacrifice, pour sauver le vaisseau K et lui permettre d'échapper à cette vague. 
Que contient ce vaisseau qui justifie tant de sacrifices ?

Dans ses soutes : l'avenir de l'humanité ou la fin de toute chose existante, une force extraordinaire : le Kookaburra.

## Albums
- Humberto Ramos (dessin) et James Hicks (scénario), Kookaburra K, Soleil Productions :

1. Big Bang Baby, 2006  (ISBN 2-84946-378-7)[1]. Coscénario de Crisse.
2. La Planète aux illusions, 2007  (ISBN 978-2-84946-937-8)[2]. Coscénario de Crisse et Nicolas Mitric.
3. L’Instant d’éternité, 2010  (ISBN 978-2-302-00590-7).